# Rhinocricus amblus
Rhinocricus amblus är en mångfotingart som beskrevs av Chamberlin 1923. Rhinocricus amblus ingår i släktet Rhinocricus och familjen Rhinocricidae. Inga underarter finns listade i Catalogue of Life.